# Bla Bla Bla
Bla Bla Bla je pjesma Gigija D'Agostina. On opisuje pjesmu kao dio koji je napisao misleći na sve ljude koji govore i govore, a nikako da nešto kažu. Pjesma je dostupna u mnogim drugim izvedbama.